# Anobrium
Anobrium is een kevergeslacht uit de familie van de boktorren (Cerambycidae). De wetenschappelijke naam van het geslacht werd voor het eerst geldig gepubliceerd in 1902 door Belon.

## Soorten
Anobrium omvat de volgende soorten:
- Anobrium fasciatum Galileo & Martins, 2002
- Anobrium fraterculum Galileo & Martins, 2002
- Anobrium leuconotum Galileo & Martins, 2002
- Anobrium luridum (Breuning, 1940)
- Anobrium minimum Martins, Galileo & Limeira-de-Oliveira, 2009
- Anobrium oberthuri Belon, 1903
- Anobrium punctatum Galileo & Martins, 2002
- Anobrium rugosicolle Galileo & Martins, 2002
- Anobrium simplicis Galileo & Martins, 2002